# ناحية جب الجراح
ناحية جب الجراح إحدى نواحي سوريا تتبع إداريّاً لمحافظة حمص منطقة المخرم ومركزها بلدة جب الجراح،  تتميز بوفرة المراعي و زراعة الأشجار المثمرة كالزيتون واللوز والكرمة من أجمل ما تتميز به زهرة الوحواح التي تنبت في فصل الخريف وعمرها قصير جداً تتفتح بعد المطر الخريفي وهي زهرة صفراء لا أوراق لها تنمو على الساق «ساحرة وبديعة»
كما وتنمو في أراضيها نبتة القبار البرية التي تستخدم في إنتاج المواد الطبية للتجميل
بلغ تعداد سكان الناحية 19,621 نسمة حسب التعداد السكاني لعام 2004.

## بلدات وقرى ناحية جب الجراح
أبو قاطور، أبو العلايا، العريضة (خطملو)، أصمد، الأشرفية الشرقية (دويعر الشرقي)، هبرة شرقية، سلام شرقي، علية العليان (علية العميان)، غزالة (غزيلة)، حويسيس، جب الجراح، مكسر الحصان، مسعدة، المسعودية، منطار العبل، مزين البقر، مغيزل، مشيرفة قبلية، أم تويني شمالية، رحوم، رسم الطويل، رسم حميدة، شيحة، تل قطا، طرفاوي، طويل، تل عداي، أم الريف (الريش)، الأشرفية الغربية (دويعر الغربي)، هبرة غربية.منوخ.ام رجيم